# Fort Fleur d'Épée
Le fort Fleur d'Épée est la plus importante fortification de Grande Terre en Guadeloupe. Il a été inscrit monument historique par arrêté du 21 mars 1979.

## Situation
Le fort se situe sur les hauteurs de la ville de Gosier, il surplombe de plusieurs dizaines de mètres la Grande Baie face à la pointe de la Verdure.

## Historique
Le fort a été construit entre 1750 et 1763 à partir de plans dressés par Sébastien Le Prestre de Vauban ,.

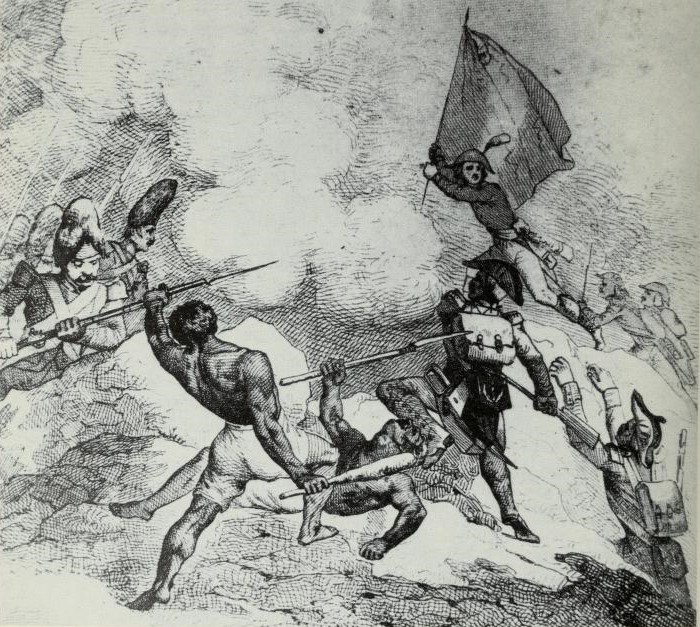
Prise du fort aux Anglais en 1794.

Il est pris d'assaut par les Anglais le 2 avril 1794. Puis, dans la nuit du 6 au 7 juin, le fort est repris par un bataillon français, mené par Victor Hugues et le général Charles Étienne Rouyer (ce dernier ayant été grièvement blessé durant l'assaut). Aidé d'anciens esclaves affranchis par le décret d'abolition du 4 février, et de colons républicains, le fort résiste aux tentatives de reprises par les troupes anglaises. Ces dernières sont totalement repoussées hors de la Guadeloupe le 11 décembre 1794.
En 1801-1802, le fort est renforcé lors des soulèvements face au rétablissement de l'esclavage par Napoléon Bonaparte et à la révolte de Louis Delgrès.
Dans les années 1830, d'importants travaux sont effectués tels le creusement d'un fossé, le rehaussement du mur d'enceinte et du rempart, la construction du pont-levis et de l'entrée mais, au milieu du XIXe siècle, le fort est délaissé car la proximité du morne Mascot le rend vulnérable.
Déclassé en 1854, il est alors abandonné. Le conseil général de Guadeloupe est à l'origine d'un inventaire dressé à la fin 2003 qui recense l'ensemble des gravures, datées de 1812 à 2002, que comporte le fort, soit plus de 200 motifs, comme des écritures ou des navires.

## Architecture
Le fort a été construit en suivant la forme du morne qu'il occupe ce qui lui donne une forme oblongue. A l'inverse des forts militaires traditionnels, il ne comporte pas d'éléments défensifs extérieurs.
Il est composé de boyaux souterrains menant à de petites salles. La poudrière et la cuisine avec son four sont encore bien visibles. Les vastes couloirs accueillent ponctuellement au fil de l'année différentes expositions d'art.
On ignore l'origine du nom Fleur d'Épée mais on pense que le nom du fort correspond au sobriquet d'un soldat qui vivait à cet emplacement.

## Galerie

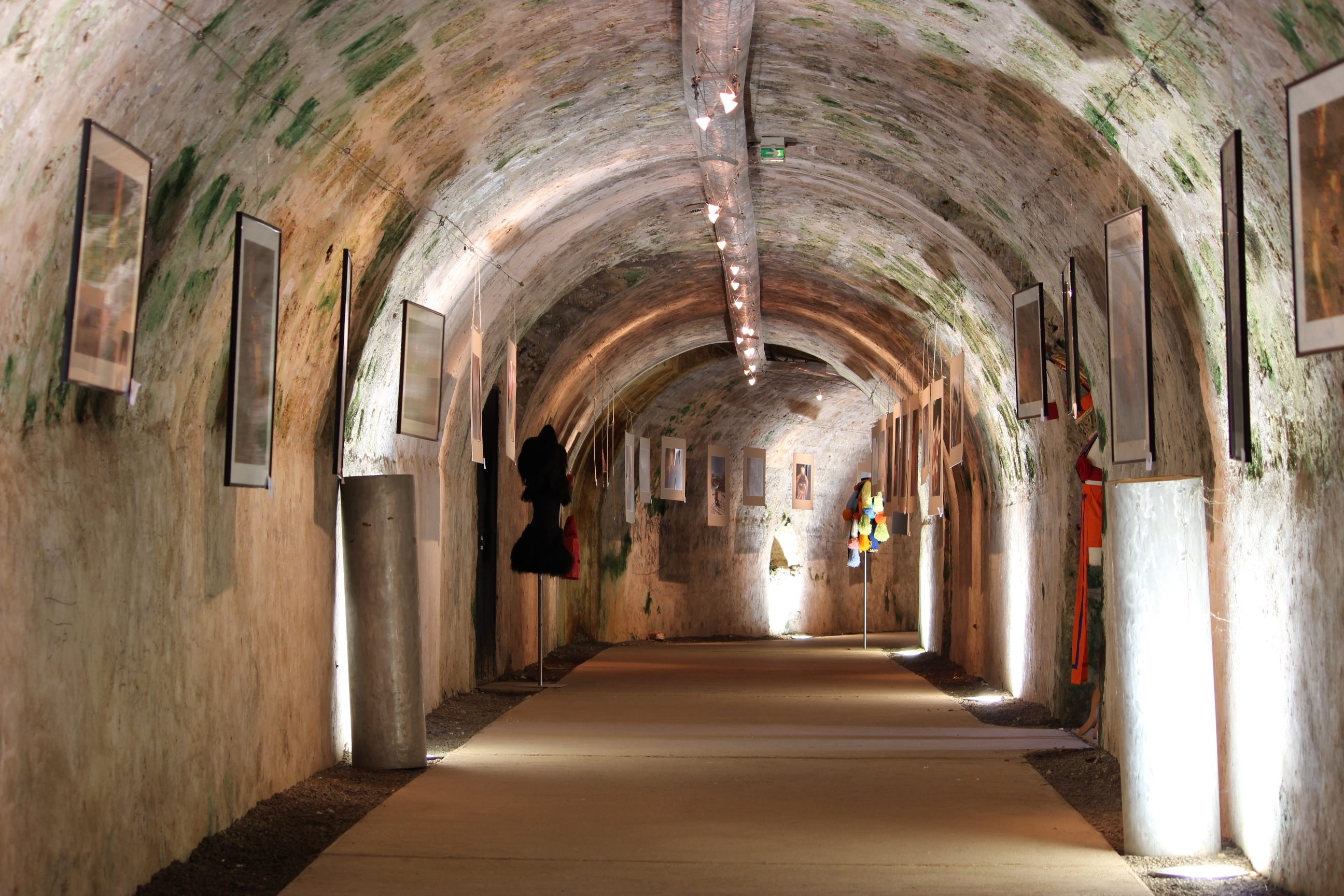
Couloir avec exposition d'art.
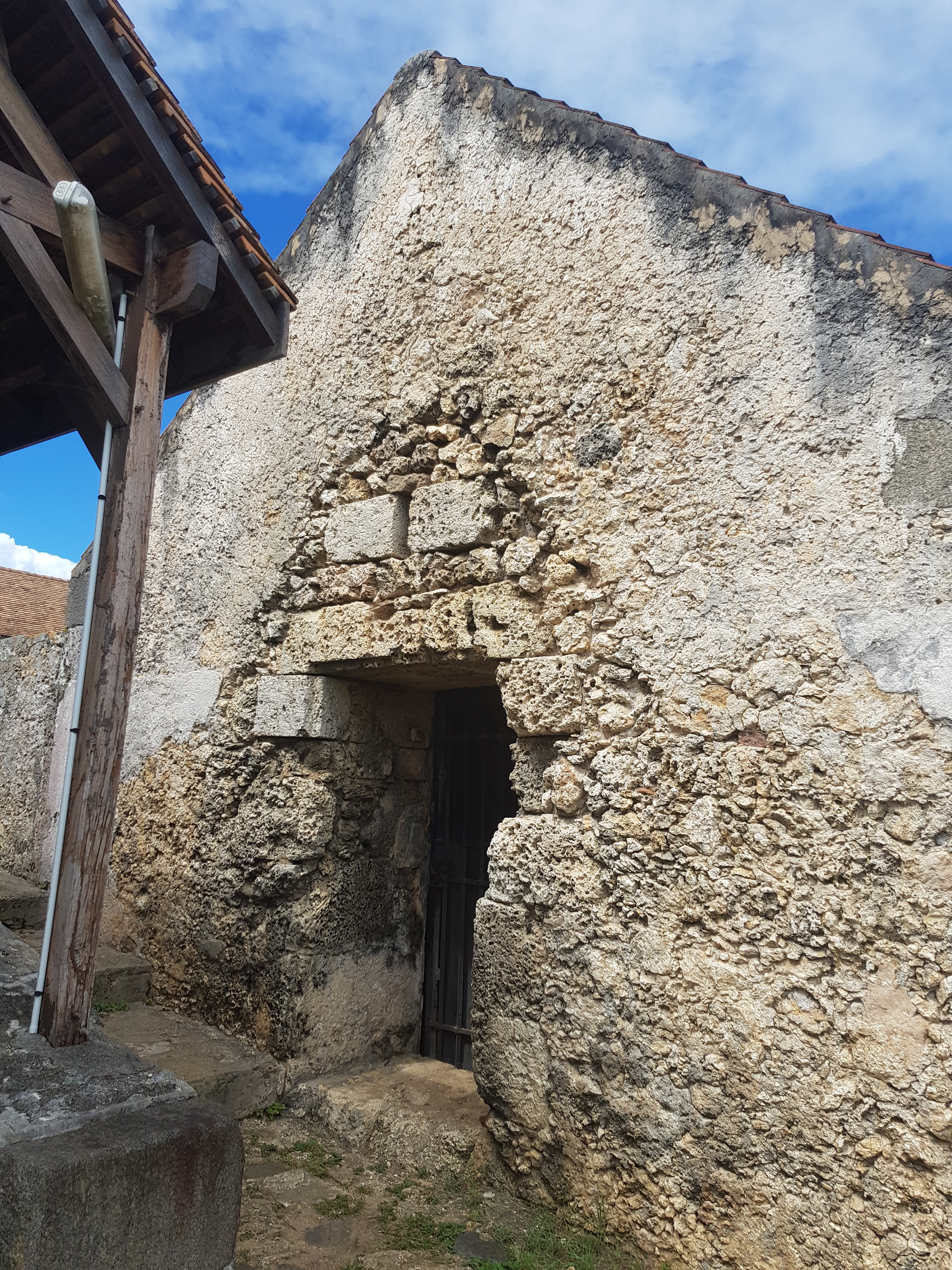
Fort Fleur d'Épée, poudrière.
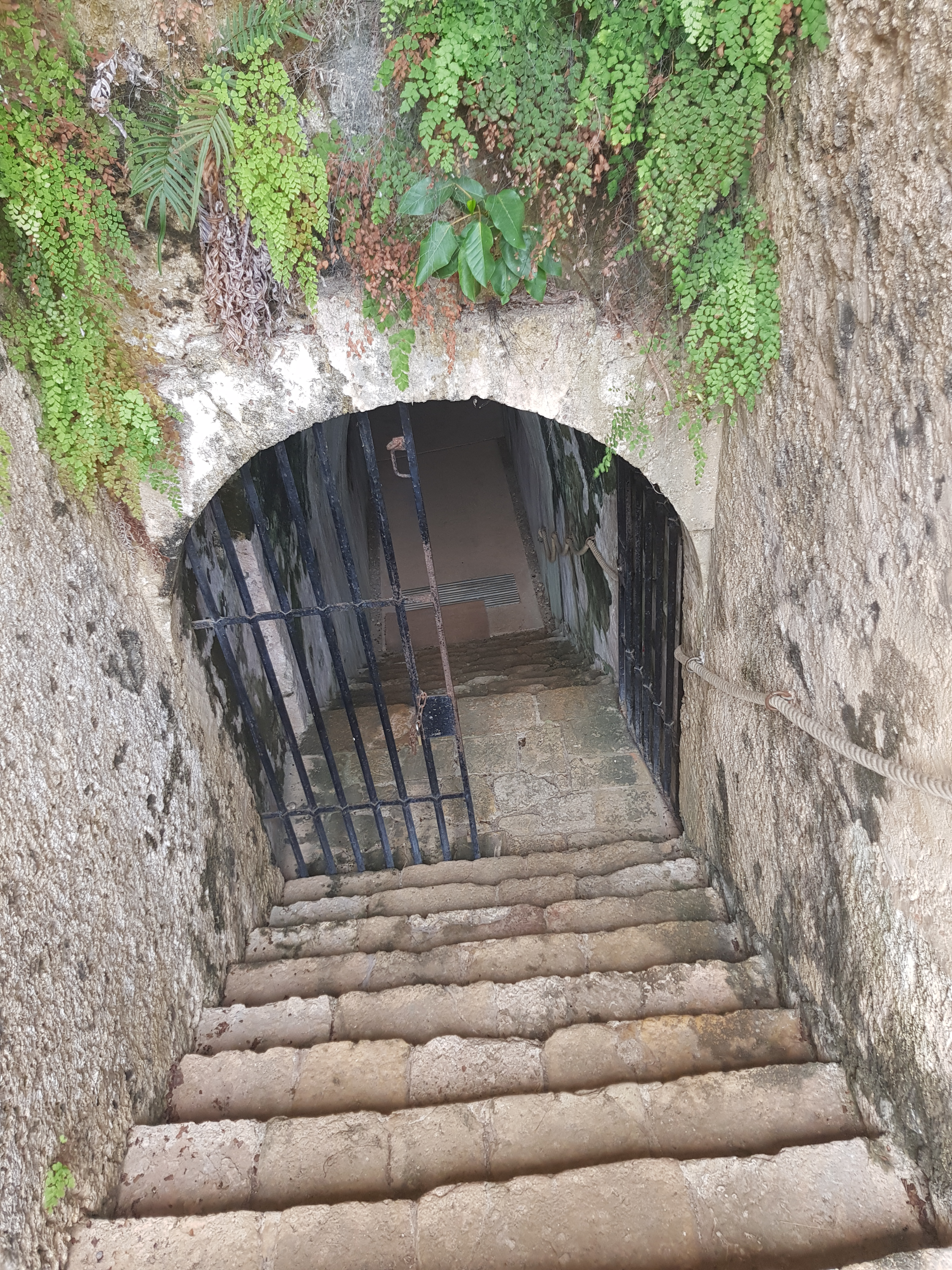
Fort Fleur d'Épée, entrée des souterrains